# Sifon (fles)

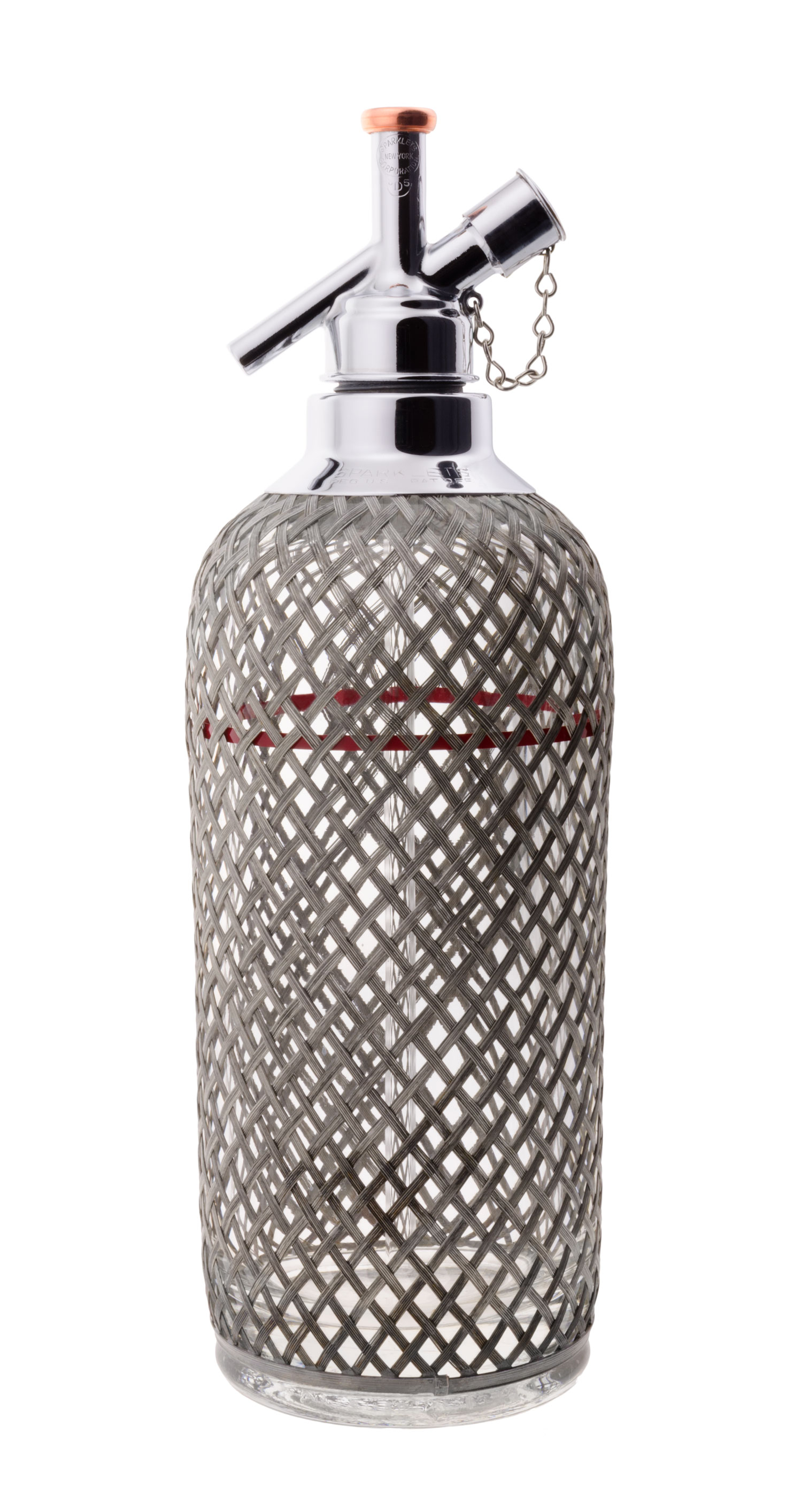
Een originele spuitwatersifon uit 1930 geproduceerd door de Sparklets New York Corporation

Een sifon is een hevelfles voor spuitwater.
De moderne sifon werd ontwikkeld in 1829. Twee Fransen vroegen dat jaar een patent aan voor een holle kurkentrekker die door de kurk heen in een spuitwaterfles kon worden gebracht. Bovenaan de kurkentrekker zat een klep met een veer die toeliet om een deel van het water uit de fles te laten en tegelijkertijd de druk in de fles aan te houden, zodat het resterende spuitwater het koolzuur niet zou verliezen.
In de jaren 1920-1930 waren sifons vrij populair in de Verenigde Staten, maar in de jaren 1940 nam deze populariteit af, onder meer doordat een groot deel van de sifonproducenten - velen in Tsjechoslowakije- in de Tweede Wereldoorlog verwoest werden en doordat de Amerikaanse productie werd stopgezet ten voordele van de productie van oorlogsmateriaal. Maar het was vooral de opkomst van frisdrank die een einde maakte aan de populariteit van de sifon. Het waren uiteindelijk de stijgende materiaalkosten en de dalende winst die de industrie de das omdeden. Aan het einde van de twintigste eeuw werden er plastic sifons met herbruikbare plastic koppen geproduceerd en verkocht, maar tot in de 21e eeuw bleef op bepaalde plaatsen (vb. New York, Pittsburgh, San Francisco en Toronto) de levering van glazen sifons met spuitwater door een zogenaamde selzerman doorgaan.

Doorsnede van een sifon
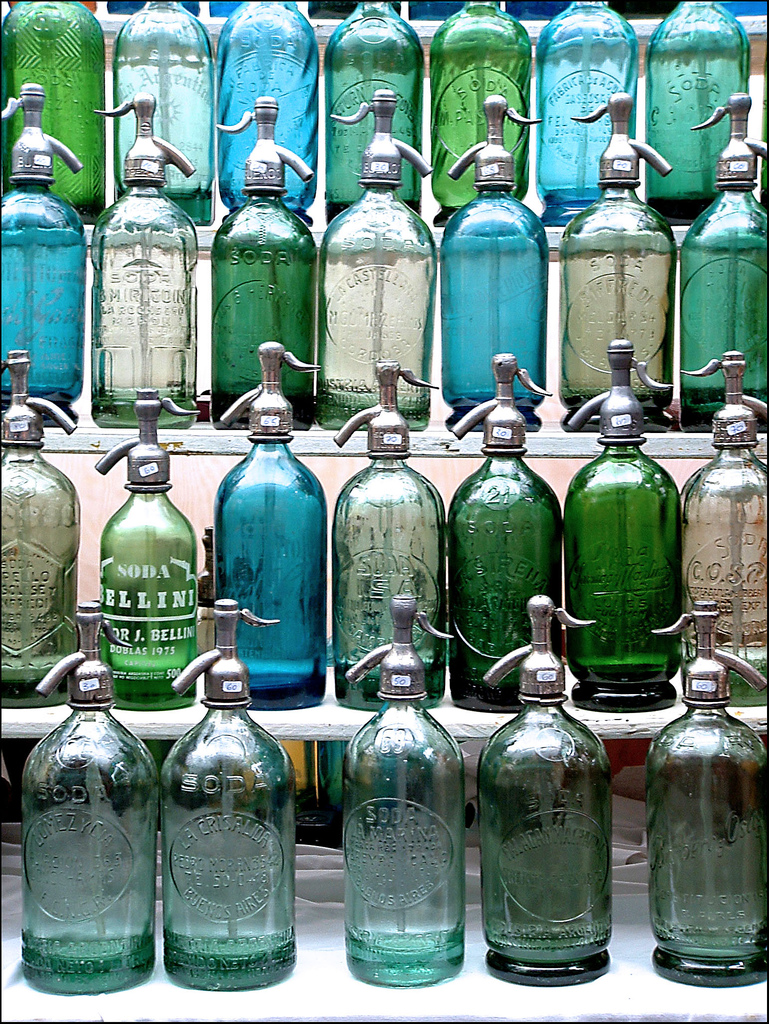
Een verzameling sifons
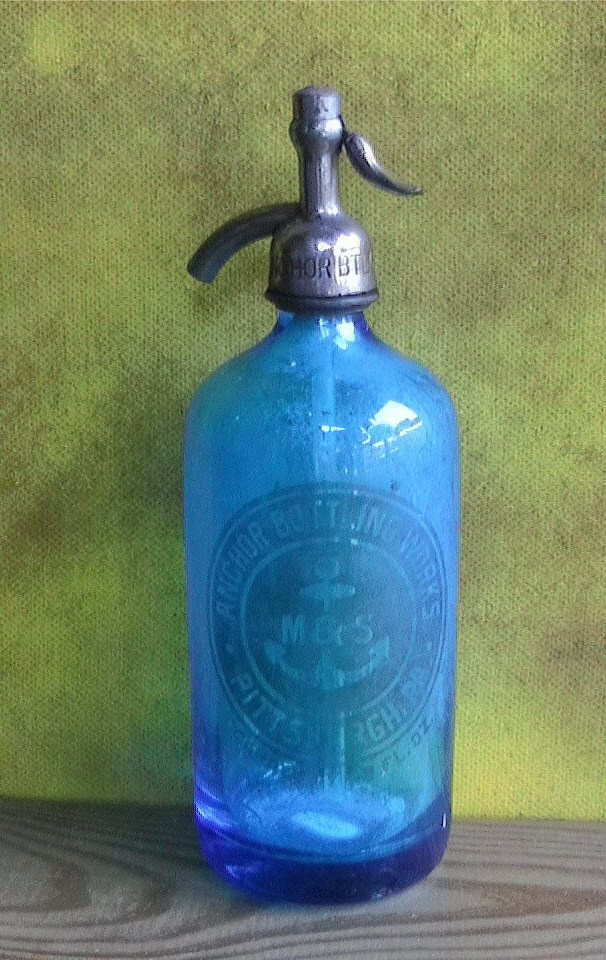
Blauwe sifon van Anchor Bottling Works ...
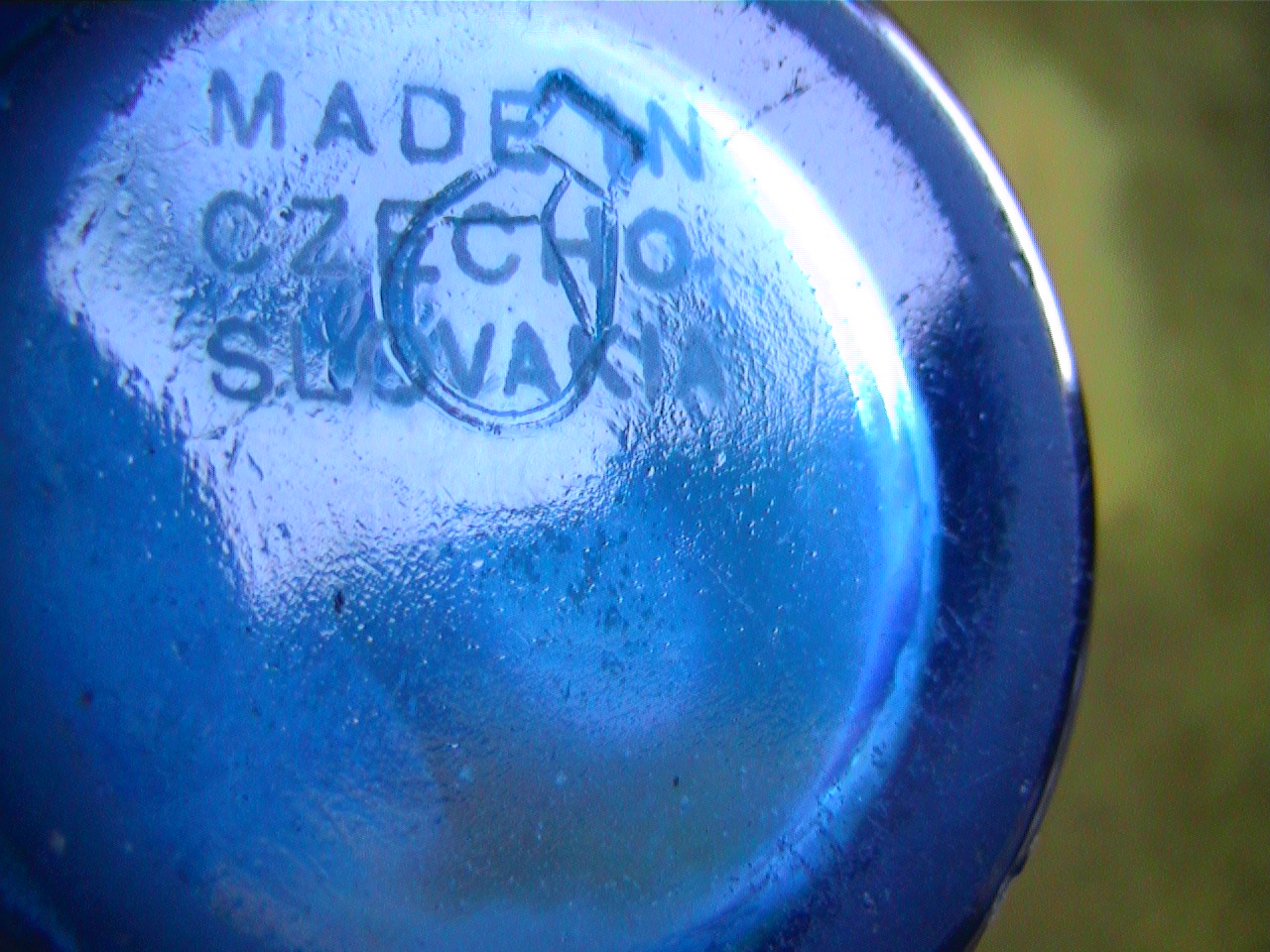
... afkomstig uit Tsjechoslowakije